# Roberto Meloni
Roberto Meloni (* 20. Februar 1981 in Rom) ist ein ehemaliger italienischer Judoka. Er war 2007 Weltmeisterschaftsdritter und 2005 Europameisterschaftszweiter.

## Sportliche Karriere
Roberto Meloni kämpfte bis 2004 meist im Halbmittelgewicht, der Gewichtsklasse bis 81 Kilogramm. 1997 war er hinter dem Deutschen Florian Wanner Zweiter der Junioreneuropameisterschaften. 1998 belegte er den dritten Platz bei den Weltjugendspielen in Moskau sowie den fünften Platz bei den Juniorenweltmeisterschaften in Cali und den Junioreneuropameisterschaften in Budapest. 1999 gewann Meloni den ersten seiner insgesamt fünf italienischen Meistertitel. 2000 belegte er den zweiten Platz bei den Juniorenweltmeisterschaften. 2001 siegte Meloni im Finale der Mittelmeerspiele in Tunis gegen den Algerier Salim Boutabcha.
Seine erste Europameisterschaftsmedaille gewann Meloni 2002 in Maribor. Nachdem er im Halbfinale am Esten Aleksei Budõlin gescheitert war, bezwang er im Kampf um Bronze den Portugiesen Nuno Delgado. Im Oktober 2002 gewann der Angehörige der Carabinieri Silber bei den Militärweltmeisterschaften, nachdem er im Jahr zuvor Bronze in der Gewichtsklasse bis 90 Kilogramm erkämpft hatte. 2003 fanden in Catania die Militärweltspiele statt, Meloni bezwang im Finale seinen Landsmann Giuseppe Maddaloni. Bei den Olympischen Spielen 2004 in Athen schlug er zum Auftakt Nuno Delgado, dann unterlag Meloni in der zweiten Runde dem Russen Dmitri Nossow. In der Hoffnungsrunde besiegte er den Japaner Masahiko Tomouchi und schied dann gegen den Brasilianer Flávio Canto aus.
Nach den Olympischen Spielen wechselte Meloni ins Mittelgewicht, die Gewichtsklasse bis 90 Kilogramm. Bei den Europameisterschaften 2005 in Rotterdam erreichte Meloni mit einem Halbfinalsieg über den Georgier Irakli Zirekidse das Finale, dort unterlag er dem Spanier David Alarza. Im Jahr darauf unterlag er David Alarza bei den Europameisterschaften in Tampere bereits im Viertelfinale, in der Trostrunde kämpfte sich Meloni zur Bronzemedaille durch, wobei er den Kampf um Bronze kampflos gegen Mark Huizinga gewann. 2007 verlor er bei den Europameisterschaften in Belgrad im Viertelfinale gegen Irakli Zirekidse. Über die Hoffnungsrunde erreichte er den Kampf um Bronze, den er gegen den Deutschen Michael Pinske gewann. Fünf Monate später fanden in Rio de Janeiro die Weltmeisterschaften 2007 statt. Nachdem Meloni im Viertelfinale den Russen Iwan Perschin besiegt hatte, verlor er im Halbfinale gegen Zirekidse. Den Kampf um Bronze gewann Meloni gegen den Ägypter Hesham Mesbah. 2008 unterlag Meloni bei den Europameisterschaften in Lissabon dem Spanier Alarza im Viertelfinale, den Kampf um Bronze verlor er gegen Zirekidse. Bei den Olympischen Spielen 2008 in Peking bezwang er zum Auftakt den Letten Jevgeņijs Borodavko und unterlag im Achtelfinale dem Franzosen Yves-Matthieu Dafreville. In der Hoffnungsrunde bezwang er den Kubaner Asley González und verlor dann gegen den Brasilianer Eduardo Santos.
Nach einem Jahr Pause kehrte Meloni 2010 zurück. Im Oktober 2010 belegte er den zweiten Platz beim Grand-Prix-Turnier in Abu Dhabi. 2011 gewann er das Weltcup-Turnier in Warschau. Bei den Europameisterschaften in Istanbul verlor er seinen Auftaktkampf gegen den Russen Kirill Denissow. Vier Monate später schied er bei den Weltmeisterschaften in Paris in seinem zweiten Kampf gegen den Algerier Amar Benikhlef aus. Auch bei den Europameisterschaften 2012 und bei den Olympischen Spielen in London war jeweils nach dem zweiten Kampf das Turnier für Meloni beendet.